# Пол Уелър
Пол Уелър (на английски: Paul Weller; John William Weller) е популярен английски музикант, певец и автор на песни. Той е един от основателите на пънк групата The Jam (1976 – 1982). В периода (1983 – 1989) е част от групата The Style Council. От 1990 г. се отдава на самостоятелна кариера. През 2006 г. му е връчена наградата Brit, за изключителен принос към британската музика.

## Биография

### Ранни години
Пол Уелър е роден през 1958 г. в Шиъруотър, квартал на град Уокинг, графство Съри. Рожденото му име е Джон но по-късно майко му го прекръства на Пол.

## Награди
Пол Уелър е трикратен носител на наградата Brit за най-добър солов артист, в годините 1995, 1996 и 2009. През 2006 г. му е връчена наградата Brit за изключителен принос към британската музиката. В 2007 г. е удостоен със званието Командор на Ордена на Британската империя.

## Дискография
Уелър е издал единадесет самостоятелни албума.
- Paul Weller (1992)
- Wild Wood (1993)
- Stanley Road (1995)
- Heavy Soul (1997)
- Heliocentric (2000)
- Illumination (2002)
- Studio 150 (2004)
- As Is Now (2005)
- 22 Dreams (2008)
- Wake Up the Nation (2010)
- Sonik Kicks (2012)